# 片岡鶴太郎
片岡 鶴太郎（かたおか つるたろう、1954年〈昭和29年〉12月21日 - ）は、日本の俳優、お笑いタレント、画家、書家、ヨガ実践家。かつてはプロボクサー活動もしていた。
本名は荻野 繁雄（おぎの しげお）。愛称は「鶴ちゃん」。太田プロダクション所属。
弟は太田プロダクション社員（バラエティマネージメント1部長）の荻野良乙（よしお）。次男は画家の荻野綱久。三男は日本料理人の荻野聡士。
東京都荒川区西日暮里出身。東京都立竹台高等学校卒業。

## 概要

### 生い立ち
実家の荻野家は埼玉県所沢市の農家であり、父方の祖父は神田で果物屋を営んでいた。鶴太郎の父・忠雄（1926年 - 2022年）は長男だったため、祖母は弟だけを引き取り、父は所沢の本家に置いて行かれた。母方の祖父は羽子板職人だったが、太平洋戦争の空襲で家と職業道具全てを失い廃業し、戦後はお好み焼きを売るようになった。鶴太郎の父は復員後、成増の金属加工工場に就職し、工場の寮で鶴太郎の母・繁子（1930年 - ）と出会った。結婚後は西日暮里の妻の家族の近所で暮らし始め、1954年に鶴太郎が誕生した。
鶴太郎は父に連れられて、寄席や演芸場へ通っていた。この影響もあり、物心づいたころから芸人を志し、10歳の時に動物の物真似でフジテレビの素人参加番組『しろうと寄席』にテレビ出演しているが、番組のADが後に『森田一義アワー 笑っていいとも!』のプロデューサーとなる横澤彪だった。その父が死去したことが2022年3月23日の鶴太郎のInstagramで公表されている。
高校進学に際しては、中学3年時の初めには成績が下から2、3番だったことから、担任から「志望校は無理」、母親からは「貧しいから私立は無理」と言われたことで発奮して、夏休みの1か月間で小学校6年生の教科書からやり直して猛勉強した結果上位10番に入り、東京都立竹台高等学校に進学。この「やればできる」という体験は片岡の人生の励みになったという。高校では演劇部に所属し、3年次には部長を務めた。

### デビュー
高校卒業後、俳優を目指して清川虹子の自宅へ何のあても無く唐突に訪問し、弟子入りを志願したが（最初は渥美清に弟子入りを考えていたが、もし弟子になれたとしても尊敬と憧れから何も出来ないだろうと思い諦めた）清川には会えず、清川の付き人から「男の付き人は採らない」と断られ、終いには「警察を呼ぶぞ」と警告されて断念した。粘れば弟子入りを許してもらえるだろうと思っていた目論見が崩れてしまった鶴太郎は、生活のためしばらく土木作業員などの仕事を経験した後、1973年に声帯模写の片岡鶴八に弟子入りし、声帯模写で東宝名人会や浅草松竹演芸場などの舞台に出演するようになる。
師匠の鶴八は「声帯は人によって違うから、君に僕の芸はそのまま教えられない」と、芸を教えてくれなかった。しかし、そば屋へ同行した際には、そばの食べ方の手ほどきを受け「芸人として売れるまで、そば屋では盛りそばしか食べてはいけない」など、芸人としての「粋」を教えてもらったと語る。鶴八は、盛りそばを食べる鶴太郎の目の前で江戸前の天丼を食べていたが、これは「君も早く売れる芸人になりなさい」という師匠なりの激励であった。鶴太郎は師匠の懐の深さを知り「いつかは師匠と一緒に天丼を食べたい」と決意するが、売れ出したころには鶴八は既に亡くなっており、その願いは叶うことがなかった。
1976年ごろに大阪で隼ジュン（後の隼ブラザーズ）の元で修行を行い、丘鶴太郎（デビュー当初は「片」がない）の芸名（後に「華の鶴太郎」）でトランポリンの地方興行を行う。興行では売れ始め鶴太郎本人も手応を感じピン芸人としてテレビに移行したい考えはあったが、隼率いるコント集団としては興行が順調で3年先まで興行スケジュールが埋まっており、鶴太郎も集団の宣材写真の中心に居たため鶴太郎の退団は承認できなかった。2年ほど在籍したが、このままで終わってしまうことに不安を感じ、九州興行の際に無断で一座から逐電した。そのことが原因で干され、知人の紹介で松山・道後温泉で劇団に所属して、司会やものまねの仕事に就き修行を重ねる。温泉旅館での宿泊客の老人には持ち芸である小森和子の真似はウケなかったが、鶴太郎の才能を理解し、身の回りの世話をしてくれていた座長の娘と半年後に上京、結婚した。妻との間には3人の息子をもうけたが、テレビ番組では30歳のころから別居状態であると明かしており、2017年3月に離婚している。一部週刊誌は離婚の原因を若いころからの浮気癖としているが、本人はヨガに熱中してストイックな生活に没頭したため妻とのすれ違いが生じたと真相を語っている。

### 全国区の人気
24歳の時、実質的なテレビデビューとなるフジテレビ系『お笑い大集合』に出演し、ここで横澤彪と再会した。片岡鶴太郎の芸名でテレビに進出するが漫才ブームには乗れず。その後はお笑いタレントとして『オレたちひょうきん族』で披露した近藤真彦のものまねにより一躍脚光を浴び、九官鳥の「キューちゃん」や浦辺粂子、たこ八郎などの真似で人気を博した。
当時は小太りの体型で、熱いおでんを無理矢理食べさせられて大げさなリアクションを繰り出すなど、被虐的なキャラクターだった(リアクション芸人)。
現在、かつての芸風は影を潜めているが『オールナイトフジ』では、おまるの中にかりんとうを入れて示すなどの下ネタを披露していた。また、同番組内の“鶴太郎劇団”という寸劇コーナーにおいても、頻繁に女装しては男装した共演の女子大生と絡みのシーンを演じる、劇の最後のオチで全裸を女子大生に見せ付けるといった下品なキャラクターであった。「アブラギッシュな男No.1」という称号を得たのもこの頃である（井手らっきょは、鶴太郎の芸風に影響を受け全裸ネタを使うようになったと語っている）。
お茶の間に定着して以降、物真似では老けキャラの開拓を得意とし小森和子・浦辺粂子・坂上二郎などの物真似で知られ、後年にも、宮路年雄（城南電機社長）や横山昭二（麻原彰晃私選弁護人）ら、話題の人物を好んで演じた。
持ち前の器用さからバラエティ番組の司会やトークも数多くこなし、1986年には鶴太郎の造語「プッツン」（たとえとして脳の血管や堪忍袋の緒、あるいは緊張の糸が切れて突飛な行動を取ること。またはその人物）が新語・流行語大賞の流行語部門・大衆賞に選ばれた。

### 多方面での活動
『森田一義アワー 笑っていいとも!』では、タモリと「キューちゃん」のマネを必ず行っていた。これは『FNSスーパースペシャル1億人のテレビ夢列島』に登場した九官鳥がモデルとなっている。
高い歌唱力（東京荒川少年少女合唱隊の第一期生）を活かして、1980年代半ばごろまでコンスタントにシングルを発売していた。そして『オレたちひょうきん族』などで楽曲を披露するもののヒットには縁がなかった。同じころ、お世辞にも上手とは言えない明石家さんまが「真赤なウソ」や、人気コーナー「タケちゃんマン」の挿入歌「アミダばばあの唄」、CMで話題となった「しあわせって何だっけ」をヒットさせたことで、なぜさんまより歌の上手い自分の曲がヒットしないのかとぼやいていたという。鶴太郎は当時『ひょうきん族』の収録日である水曜日に生放送されていた『夜のヒットスタジオ』にも歌手として2度ほど出演実績を持っている。一方さんまは飛び入りの応援ゲストとしての登場はあったが、歌手としての出演実績はない。
『ザ・ベストテン』のランクイン記録はないが、1989年7月27日放送分の「今週のスポットライト」のコーナーに、「思いの丈で…」で出演したことがある。
1988年には「今までの自分が嫌になり、それを否定したかった」という理由から、プロボクサーのテストを受験した。当時ボクシングプロテストの受験資格年齢は29歳までであり、33歳だった鶴太郎に本来受験資格は無かった。しかし、日本ボクシングコミッション（JBC）に懸命に頼み込み「合格しても試合には出場できない」という条件で特別に受験が叶い、見事合格を果たす。受験にあたって前年から減量を始め、それまでの小太りから急激にシャープな体型に変わった。
プロ合格後は、鬼塚勝也や畑山隆則のマネージャーとして、タイトルマッチではセコンドを務めるなど、両人の世界王座奪取に大きく貢献、引退後の鬼塚や畑山らが鶴太郎と同じ太田プロに所属する切っ掛けとなった。1988年から1994年に放送された『季節はずれの海岸物語』では、主役の高村圭介を演じると同時に、鬼塚勝也との共演も果たした。1990年にTBS『月曜ドラマスペシャル』で放送された『昭和のチャンプ〜たこ八郎物語〜』では、かつて『オレたちひょうきん族』で物まねをしたたこ八郎を、彼の前半生でのボクサーとしての視点を主体にシリアスに演じている。
1988年、映画『異人たちとの夏』の監督・大林宣彦に江戸弁を気に入られ、主人公の父親役に起用されると評判を呼び、多くの映画賞を受賞し、活動の軸足を俳優に移した。1991年のNHK大河ドラマ『太平記』では北条高時役を演じ、評価された。『軍師官兵衛』（2014年）では小寺政職役を演じたが『仁義なき戦い』における金子信雄のイメージというオファーがあったことから、芸人色の濃い演技となっている。
1990年代には横溝正史原作一連の推理ドラマに、主人公の探偵・金田一耕助役で毎年出演（計9本）し、以降も『家栽の人』では植物を愛し人間の本質を見抜く暖かみのある桑田判事役を好演。『ララバイ刑事』ではどこか虚無的な雰囲気のある刑事を演じるなど、俳優としてもコンスタントな活躍を見せている。
2時間サスペンスドラマの主役として出演する機会が多く、露口茂から引き継いだ「終着駅シリーズ」での牛尾刑事役は当たり役となった。『八丁堀の七人』では久々に山田邦子と共演し『オレたちひょうきん族』のコントを髣髴（）とさせるやりとりを見せた。
飲み仲間だった志村けんの著書によると、鶴太郎は酒の席で「自分はものまねも中途半端だし、お笑いではたけしさんやさんまちゃんにはかなわない。コントにも志村さんがいる。だから、俳優に行くしかない」と語ったとされている。後に「ひょうきん族は天才の集まり、芸人として限界を感じた。島田紳助さん、ビートたけしさん、さんまさん、山田邦子ちゃん。毎週ガチンコで勝負していると自分の力量がわかってくる。たけしさんとさんまさんがトークしている時、入っていけなかった」とも語っていた。
テレビで柳原可奈子を見た際、彼女の芸を気に入った鶴太郎は、既に太田プロに所属していた柳原を「スカウトして来い」と言ったことがある。
お笑いと距離を置き、多方面での活動が盛んになる中でも『爆笑そっくりものまね紅白歌合戦スペシャル』や『爆笑レッドカーペット』に審査員として出演している。時にはものまねを披露するなどしており、お笑いから身を引いたというわけではない。2008年の『FNS27時間テレビ!! みんな笑顔のひょうきん夢列島!!』では、ひょうきん族のキャラクターである「マイ爺さん」や「ピヨコ隊」を演じた。
2000年の映画『しあわせ家族計画』の撮影中、当時無名だった小栗旬（息子役）とのケンカのシーンで、小栗が本気でのしかかり鶴太郎は腰骨が外れるという大怪我を負った。多忙だった鶴太郎はこのことをすっかり忘れていたが、2010年鶴太郎の楽屋へあいさつに訪れた小栗が先述のエピソードを語り、非常に驚いたという。
2012年から、瞑想への関心をきっかけとして、毎朝起きると4時間ヨガを実践している。5年目の2017年にはインド政府公認「プロフェッショナルヨガ検定・インストラクター」の全4段階中の難関のレベル1に合格した。

## 芸術家として

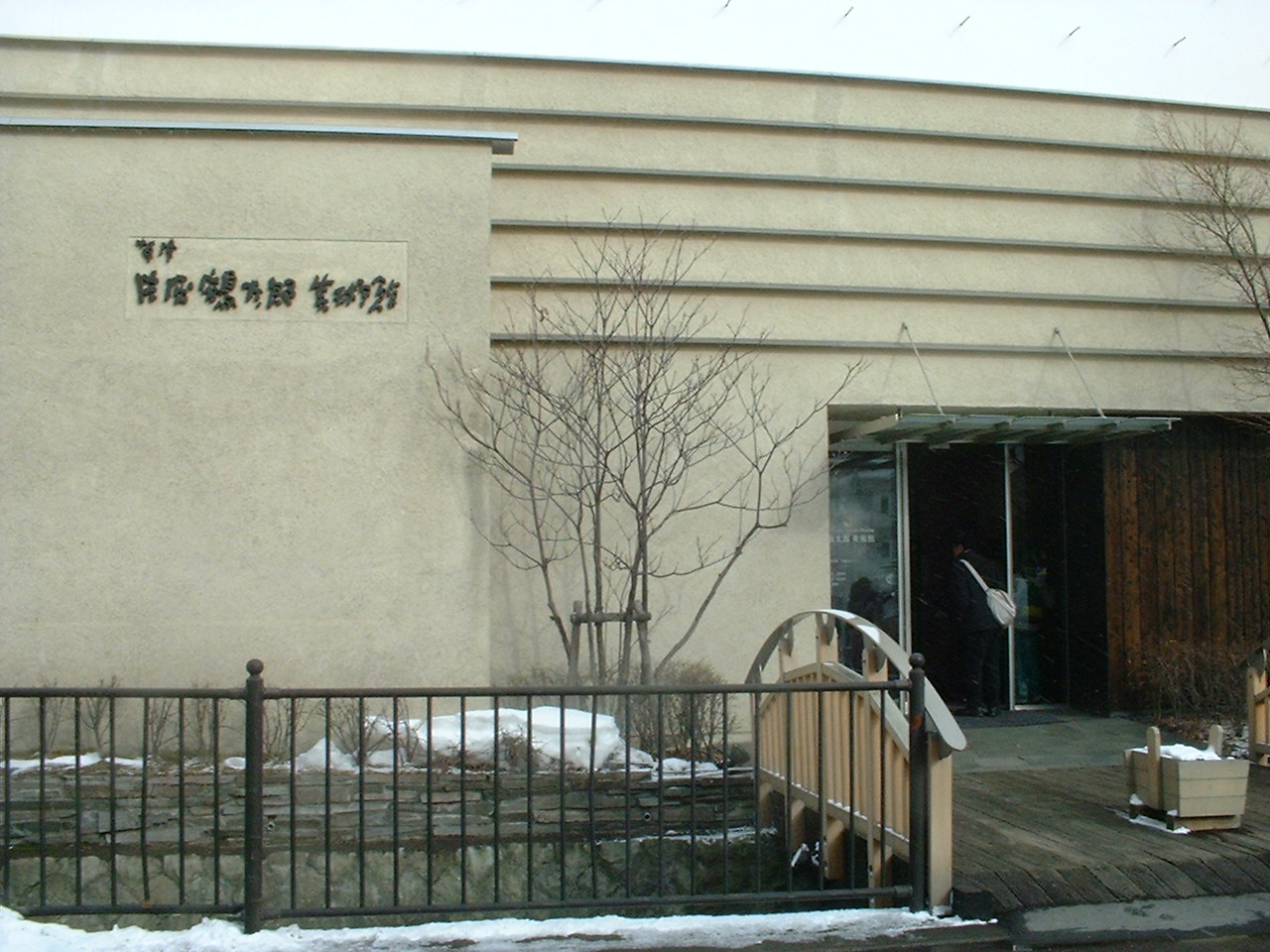
草津町にある片岡鶴太郎美術館

タモリに影響を受け、挿絵を描くことを始める。コメディアンとしての仕事から距離を置くにつれ、1989年にドラマ『志功の青春記 おらあゴッホだ』で若きころの棟方志功を演じたことをきっかけに、水墨画を描くことや陶芸など美術方面へ傾倒していく。岡本太郎とバラエティ番組『鶴太郎のテレもんじゃ』で共演したことから知り合い、岡本によってその才能を評価され自信を持ったとされる。
群馬県吾妻郡草津町、福島県福島市に美術館、石川県加賀市、佐賀県伊万里市に工藝館がある。
右利きだが、絵は左手で描いている。
鶴太郎が鯛を描いた台紙を用いた「片岡鶴太郎めで鯛電報」が2000年5月14日よりNTTから販売されている。台紙内部に格納された鯛と海老の絵は取り外してコースターなどに利用できるようになっている。
青森大学で芸術論を担当。NHK『趣味悠々』では、2003年7月から9月に「鶴太郎流墨彩画塾」、翌2004年4月から5月に続編となる「新鶴太郎流墨彩画塾」で講師を務める。
2003年、奈良県當麻寺中之坊に天井画を揮毫し奉納。2004年秋より、文化勲章受章者や日本芸術院会員ら一流画家の作品にまじって、写仏道場の格天井に飾られている。作品名は『天井より海を眺め』。
2007年には、絵画の視点で書道にも挑戦し、第24回産経国際書展に応募。作品「骨」が話題を呼び、総数7575点の中から産経新聞社賞を受賞した。
また、アイドルグループ「キャンディーズ」のメンバーだった女優の田中好子に水墨画など絵画を教えており、田中にとって鶴太郎は絵画の師匠的な存在だった。
2015年3月、書家として第10回手島右卿賞を受賞した（作品「夜」）。

## 影響
- 1988年の『テレビ夢列島'88』の中継で、福岡のテレビ西日本（TNC）を訪れた際に、局でアルバイトをしていた当時大学生で素人ものまね番組にも出演経験があった松村邦洋に「君、たけしさんのものまねをしているよね。いいよ〜、面白いよ〜」と声をかけた。この出会いで、松村は大学を中退して上京し、太田プロからデビューした。
- 弟子にタレントの春一番がいる。

## 読字障害
2008年10月、NHKスペシャル『病の起源』第4回に出演。このシリーズは取り上げるテーマの病に罹った俳優・タレントが案内人を務めており、第4回のテーマは「読字障害」。そこで鶴太郎は、学生時代に教科書の音読などが苦手だったという経験を踏まえたうえで、自らも読字障害の疑いがあったのではないか、そのことが却って芸術家としても花開くきっかけになったのではないか、と告白した。

## ものまねレパートリー
- 安藤忠雄
- 井上陽水
- 浦辺粂子
- 加藤一二三
- 金子信雄（『仁義なき戦い』の親分風）
- 九官鳥のキューちゃん
- 具志堅用高（「ちょっちゅね」ものまねの元祖）
- 郷ひろみ
- 小林旭（「チェッ」ものまねの元祖）
- 小森和子（彼女の生前に多用していた。没後、ものまねを封印すると宣言）
- 近藤正臣（「コンドーですっ」ものまねの元祖）
- 近藤真彦（「マッチでーす」ものまねの元祖。現在でも、女子高生から言われて困ったらしい）
- 坂上二郎（「飛びます、飛びます」ものまねの元祖）
- 塩沢とき（頭に大きなかつらを被る）
- 瀬戸わんや（このものまねがエスカレートして、「ピヨコ隊」が誕生）
- 千昌夫
- 橘家圓蔵
- たこ八郎（「た…たこです」ものまねの元祖）
- 村西とおる（「ナイスですね!」ものまねの元祖）
- 山本晋也

他多数

## 出演

### テレビドラマ

#### NHK
- 連続テレビ小説
  - チョッちゃん（1987年上半期）- 中山音吉
  - 春よ、来い（1994下半期 - 1995年上半期）
  - 梅ちゃん先生（2012年上半期） - 安岡幸吉
  - とと姉ちゃん（2016年上半期） - 隈井栄太郎[30]
  - ちむどんどん（2022年前期） - 平良三郎[31]
- 大河ドラマ
  - 太平記（1991年） - 北条高時
  - 毛利元就（1997年） - 井上元兼
  - 元禄繚乱（1999年） - 英一蝶
  - 篤姫（2008年） - 岩倉具視
  - 軍師官兵衛（2014年） - 小寺政職
  - 麒麟がくる（2020年） - 摂津晴門
  - べらぼう〜蔦重栄華乃夢噺〜（2025年） - 鳥山石燕[32]
- 翼をください（1988年1月3日） - 主演・今岡一郎（イマイチ）
- 腕におぼえあり（1992年4月 - 6月） - 大富静馬
  - 腕におぼえあり2（1992年9月 - 11月）
- 土曜ドラマ「五右衛門」（1994年1月8日） - 主演・土ぐも（石川五右衛門）
- 大友宗麟〜心の王国を求めて（2004年1月4日） - 豊臣秀吉
- トキオ 父への伝言（2004年8月 - 9月） - 坪内謙介
- オトコマエ!（2008年4月 - 7月） - 鳥居耀蔵
  - オトコマエ!2（2009年9月 - 12月）
- 坂の上の雲（2009年11月29日 - 12月27日・2010年12月5日 - 26日・2011年12月4日- 25日） - 八代六郎
- 地域ドラマ（NHK BSプレミアム）
  - 菜の花ラインに乗りかえて（NHK千葉制作、2013年10月9日） - もなか屋のおじさん
  - インディゴの恋人（NHK岡山制作、2016年1月27日） - 江村由貴彦
- 嫌な女 第3話（2016年3月20日、NHK BSプレミアム、プレミアムドラマ） - 近藤高昭
- 4号警備（2017年4月8日 - 5月20日） - 池山幸雄
- どこにもない国（2018年3月24日・31日） - 岸本綾夫
- 大岡越前5 第1話（2020年1月10日 、NHK BSプレミアム）
- 育休刑事 第1話（2023年4月18日、NHK総合・NHK BS4K） - 石森正臣

#### 日本テレビ系
- Wパパにオマケの子?!（1987年10月 - 1988年3月） - 酋長
- 奇兵隊（1989年12月30日・31日、年末時代劇スペシャル） - 村田蔵六
- ニュースなあいつ（読売テレビ制作、1992年7月 - 9月）
- おれはO型・牡羊座（1994年10月 - 12月）
- 聖龍伝説（1996年10月 - 12月） - 聖大老師 / 幻龍三鬼神・老鬼
- 那須・四季通信（2005年8月16日、火曜サスペンス劇場） - 主演・豊川省吾
- 有閑倶楽部（2007年10月 - 12月） - 剣菱万作
- はなちゃんのみそ汁（2014年8月30日） - 松永和則
- ブラックスキャンダル（読売テレビ制作、2018年10月 - 12月） - 勅使河原友和
- GO HOME〜警視庁身元不明人相談室〜 第2話（2024年7月20日） - 綾部雪雄[33]

#### テレビ朝日系
- ザ・刑事（1990年4月 - 9月） - 田中秀行刑事
- ララバイ刑事'91 → ララバイ刑事'92（1990年10月 - 1992年4月） - 主演・浅倉守刑事
  - ララバイ刑事'93（1993年4月 - 9月19日）
- 金の夢は血に濡れて（1992年12月12日、土曜ワイド劇場） - 永野一男
- 青春の影（1994年7月 - 9月） - 天野忠直
- うちの母ですが…（1995年4月 - 6月） - 堂本鉄太郎
- 影武者・織田信長（1996年1月3日、新春大型時代劇3時間スペシャル） - 羽柴秀吉
- 大江戸弁護人・走る!（1996年4月 - 9月、木曜時代劇） − 田村鉄夷
- 終着駅シリーズ 全38作（1996年 - 2022年） - 主演・牛尾正直刑事[34]
- 影武者徳川家康（1998年4月 - 7月） - 甲斐の六郎
- 八丁堀の七人（2000年1月13日 - 3月16日） - 主演・仏田八兵衛 ※番組の題字も手がける。
  - 第2シリーズ（2001年1月18日 - 3月15日）
  - 第3シリーズ（2002年1月7日 - 3月11日）
  - 第4シリーズ（2003年1月6日 - 3月10日）
  - 第5シリーズ（2004年1月5日 - 3月8日）
  - 第6シリーズ（2005年1月10日 - 3月21日）
  - 第7シリーズ（2006年1月16日 - 3月6日）
- 暴れん坊将軍 春のスペシャル 「将軍生母襲撃! 一途な恋に生きる女」（2004年3月29日） - 飯田経森（特別出演）
- 忠臣蔵（2004年10月 - 12月） - 多門伝八郎
- 白虎隊（2007年1月6・7日） - 板垣退助
- 徳川家康と三人の女（2008年3月15日） - 豊臣秀吉
- Answer〜警視庁検証捜査官（2012年4月 - 6月） - 小暮茂雄
- みをつくし料理帖 第2弾（2014年6月8日） - 人気戯作者・清右衛門
- 仮面ライダードライブ（2014年10月 - 2015年9月） - 本願寺純
  - 手裏剣戦隊ニンニンジャーVS仮面ライダードライブ 春休み合体1時間スペシャル（2015年3月29日） - 本願寺純
- しんがん〜警視庁お宝捜査（2018年2月18日） - 主演・宝井心眼
- 警部補ダイマジン（2023年7月 - 9月） - 穴水政玄 役[35]

#### TBS系
- もしも、学校が…!?（1985年8月 - 9月） - 伊達先生（イタチ）
- 男女7人夏物語（1986年7月 - 9月） - 大沢貞九郎
  - 男女7人秋物語（1987年10月 - 12月）
- 昭和のチャンプ -たこ八郎物語-（1990年3月、月曜ドラマスペシャル）- 主演・たこ八郎
- バレンタインに何かが起きる「第2話 パターンB(花のOL編) 恐怖の義理チョコ[36]」（1991年2月11日、月曜ドラマスペシャル） - 光彦
- 結婚したい男たち（1991年7月 - 9月）- 主演・島津森彦
- 家栽の人（1993年1月 - 3月） - 主演・桑田義雄
  - 家栽の人スペシャル（1996年3月11日）
- 金のたまご（1997年7月 - 9月） - 桜井小太郎
- 松本清張特別企画・影の車（2001年2月19日） - 下坂警部
- 浅草ふくまる旅館2 第3話（2007年1月22日） - 野島慎吉
- LADY〜最後の犯罪プロファイル〜 第3話（2011年1月21日） - 三宅隆史
- ヤメゴク〜ヤクザやめて頂きます〜 第9話（2015年6月11日） - 片丘支店長（友情出演）
- 毒島ゆり子のせきらら日記（2016年4月 - 6月） - 黒田伝助[37]
- 温泉殺人事件シリーズ（2016年5月30日・10月24日・2017年6月12日） - 主演・志垣良雄

#### テレビ東京系
- 古賀政男物語（テレビ大阪制作、1992年3月3日） - 主演・古賀政男
- 米将軍・吉宗に挑んだ男（テレビ大阪制作、1998年2月3日） - 主演・加嶋屋泰三
- 女と愛とミステリー「なんでも屋大蔵の事件簿」（2002年7月7日・2003年7月20日） - 主演・釘丸大蔵
- 水曜ミステリー9
  - 警察署長・たそがれ正治郎（2005年7月6日・2006年3月15日・11月29日・2007年8月15日） - 主演・久米正治郎
  - 無敵の法律事務所!弁護の鉄人 橘明日香（2015年6月3日） - 鎌田幹生
  - 北海道警事件ファイル 警部補 五条聖子4（2015年7月15日） - 三上健一
- 潜入捜査アイドル・刑事ダンス（2016年10月 - 12月、土曜ドラマ24） - 吉光全（特別出演）
- 警視庁ゼロ係〜生活安全課なんでも相談室〜シリーズ（テレビ東京）- 横山建夫 役[38]
  - シーズン3（2018年7月20日 - 9月14日）
  - シーズン4（2019年7月19日 - 9月6日）
  - 出張捜査SP（2021年1月25日）
  - シーズン5（2021年4月30日 - 7月2日）
  - 愛と涙のさよならSP（2022年11月7日）

#### フジテレビ系
- 意地悪ばあさん 第7話（1981年11月23日） - トモカズ
- 長谷川町子の意地悪クッキー（1983年5月2日、月曜ドラマランド）
- 季節はずれの海岸物語 - 主演・高村圭介
  - 季節はずれの海岸物語（1988年1月1日）
  - 季節のなかの海岸物語（1988年10月3日）
  - 季節はずれの海岸物語 砂浜のDESTINY（1989年1月3日）
  - 季節はずれの海岸物語 '89夏（1989年8月25日）
  - 季節はずれの海岸物語 '90冬（1990年1月2日）
  - 季節はずれの海岸物語 1990 暑かった夏（1990年10月11日）
  - 季節はずれの海岸物語 '91冬 想い出は美しすぎて（1991年1月2日）
  - 季節はずれの海岸物語 '91秋 フィルムのなかの想い出（1991年11月8日）
  - 季節はずれの海岸物語 '92冬 恋は夢の彼方に（1992年1月2日）
  - 季節はずれの海岸物語 '92秋 通りすぎた夏（1992年10月8日）
  - 季節はずれの海岸物語 '93冬 ひとりぼっちの波（1993年1月7日）
  - 季節はずれの海岸物語 '93秋 愛に微笑みたくて（1993年9月27日）
  - 季節はずれの海岸物語 X'masスペシャル（1993年12月24日）
  - 季節はずれの海岸物語 〜いつも海があった〜（1994年10月13日）
- あなたが欲しい - I WANT YOU -（1989年1月 - 3月） - 和賀久行
- さよなら李香蘭（1989年12月1日・2日） - 甘粕正彦
- 世にも奇妙な物語
  - 追いかけた男（1990年8月9日） - 主演
  - 91'冬の特別編「帰れない」（1991年1月3日） - 主演・沢田公雄
  - 92'春の特別編「奇遇」（1992年4月9日） - 主演・水野武
  - 逆転（1992年9月17日） - 主演
  - 95'冬の特別編「夢のつづき」（1995年1月4日） - 主演・武田治
- 金田一耕助シリーズ - 主演・金田一耕助
  - 獄門島（1990年9月28日）
  - 悪霊島（1991年10月4日）
  - 本陣殺人事件（1992年10月2日）
  - 悪魔の手毬唄（1993年9月24日）
  - 犬神家の一族（1994年10月7日）
  - 八つ墓村（1995年10月13日）
  - 悪魔が来りて笛を吹く（1996年4月26日）
  - 女怪（1997年10月25日）
  - 女王蜂（1998年4月7日）
- 実録犯罪史シリーズ「昭和の説教強盗 命はとらぬ金を出せ!」（1991年5月10日） - 主演・妻木松吉
- 間違えられた男（1993年11月26日、金曜エンタテイメント） - 主演・志水耕平
- 上を向いて歩こう!（1994年4月 - 6月） - 亀岡次郎
- 鬼が来た・棟方志功伝（関西テレビ制作、1983年10月3日、花王名人劇場）
- サザエさん（2009年11月15日） - 磯野波平
  - サザエさん2（2010年8月8日）
  - サザエさん3（2011年1月2日） - 波平の兄の磯野海平役の2役。
  - サザエさん アニメ&ドラマで2時間半SP（2013年12月1日）
- 鈴子の恋（東海テレビ制作、2012年1月 - 3月） - 日向英次郎 ※番組の題字も手がける。
- リッチマン、プアウーマン 第5話（2012年8月6日） - 青山誠人
- 堂場瞬一サスペンス 逸脱〜捜査一課・澤村慶司〜（2013年2月15日） - 鬼塚修平
- 海の上の診療所 第1話（2013年10月14日） - 安達道則
- 「黄金のバンタム」を破った男〜ファイティング原田物語〜（2014年2月22日） - 笹崎僙
- 極悪がんぼ 第9話（2014年6月9日） - 天枝史郎

#### その他
- 彼らを見ればわかること（2020年1月 - 2月、WOWOW、連続ドラマW） - 鴨居厳

### 映画
- コミック雑誌なんかいらない!（1986年、監督：滝田洋二郎） - ホスト
- 19 ナインティーン（1987年、監督：山下賢章） - 通行人 ※カメオ出演
- 異人たちとの夏（1988年、監督：大林宣彦） - 原田英吉
- 妖女の時代（1988年、監督：長崎俊一） - 辰野吾郎
- 座頭市（1989年、監督：勝新太郎） - 正義の男
- Mr.レディー・夜明けのシンデレラ（1990年、監督：瀬川昌治） - 主演・山崎大介（デボラ）
- 免許がない!（1994年、監督：明石知幸） - 暴田豪（教習所指導員）
- 女ざかり（1994年、監督：大林宣彦） - 大沼晩山
- 写楽（1995年、監督：篠田正浩） - 十返舎一九
- 82分署（1995年、監督：後藤大輔） - 緒方
- 武闘派刑事2 HEART CRASH（1995年、監督：高瀬将嗣） - ホームレス
- でべそ（1996年、監督：望月六郎） - 主演・矢部浩太
- SADA〜戯作・阿部定の生涯（1998年、監督：大林宣彦） - 喜久本龍蔵
- どら平太（2000年、監督：市川崑） - 安川半蔵
- しあわせ家族計画（2000年、監督：阿部勉） - 広瀬道男
- 千年の恋 ひかる源氏物語（2001年、監督：堀川とんこう） - 絵師
- IZO（2004年、監督：三池崇史） - 軍閥の将軍
- 理由（2004年、監督：大林宣彦） - 石田直澄の父 石田直隆
- 釣りバカ日誌17 あとは能登なれハマとなれ!（2006年、監督：朝原雄三） - 佐伯聖一
- ラストラブ（2007年、監督：藤田明二） - 朝倉大吾
- 引き出しの中のラブレター（2009年、監督：三城真一） - 浦部敦彦
- この空の花 長岡花火物語（2012年、監督：大林宣彦） - 野瀬真
- 仮面ライダーシリーズ
  - 仮面ライダー×仮面ライダー ドライブ&鎧武 MOVIE大戦フルスロットル（2014年、監督：柴﨑貴行） - 本願寺純
  - スーパーヒーロー大戦GP 仮面ライダー3号（2015年、監督：柴崎貴行） - 本願寺純
  - 劇場版 仮面ライダードライブ サプライズ・フューチャー（2015年、監督：柴崎貴行） - 本願寺純
  - 仮面ライダー×仮面ライダー ゴースト&ドライブ 超MOVIE大戦ジェネシス（2015年、監督：金田治） - 本願寺純 / 仮面ライダー純[39]
- イニシエーション・ラブ（2015年、監督：堤幸彦） - 石丸広輝
- ヒーローマニア-生活-（2016年、監督：豊島圭介） - 日下孝蔵
- 花筐/HANAGATAMI （2017年12月16日、監督：大林宣彦） - 文士
- 海辺の映画館―キネマの玉手箱（2020年7月31日、監督：大林宣彦） - 千利休
- 春に散る（2023年8月25日、監督：瀬々敬久） - 佐瀬健三 役[40][41]
- ハオト（2025年8月8日、監督：丈） - 荒俣[42]
- 時には懺悔を（2026年公開予定、監督：中島哲也）[43][44]

### バラエティ
NHK
- 伝えてピカッチ（不定期）

日本テレビ系
- テレビに出たいやつみんな来い!!（1982年、本名の荻野繁雄名義で素人に混ざって毎週ネタを披露）
- 今日もワクワク（1985年 - 1986年）
- 鶴ちゃんのトッピング（1985年 - 1986年）
- 鶴ちゃんのプッツン5（1986年 - 1992年）
- 鶴太郎のテレもんじゃ（1986年 - 1988年）
- ご機嫌!オールスター料理大賞（1987年）（司会）
- 鶴太郎の危険なテレビ（1988年）
- ダウンタウンの裏番組をブッ飛ばせ!! （坂上二郎のものまねで男性軍キャプテンを担当）
- 発明将軍ダウンタウン（パネラーとして不定期に出演）
- スター☆ドラフト会議（2011年 - 2013年）

テレビ朝日
- 週間漫画ゲラゲラ45（1979年 - 1983年、番組後期のレギュラー、ハッ鶴マン）
- ぶったま!ピープー（1983年）
- アイドルパンチ（1984年 - 1985年）
- 鶴ちゃんのいちごチャンネル（1985年 - 1986年）
- 鶴ちゃんのおもいっきりポコポコ（1986年）
- 鶴太郎の大人によくないテレビ（1986年 - 1987年）
- クイズ!メモリアン（1987年）
- 熱帯夜アカデミー「ツルーライトゾーン」（1988年 - 1989年）・「ツルータス」（1989年 - 1990年）
- クイズMONOものがたり（1988年）
- 華麗にAh!so
- 賀正!鶴x鶴スペシャル オヤジの世紀なのダ（2001年1月3日）
- 片岡鶴太郎世界を描く
  - 片岡鶴太郎ベトナム感動夢紀行 絶景ハロン湾で幻の竜を発見（2000年1月10日）
  - 片岡鶴太郎インドの旅 「母なる大河ガンジスに祈る」（2001年1月7日）
  - 片岡鶴太郎 神々の楽園アンコール遺跡の旅 〜森と水の王国・カンボジア（2003年6月22日）
  - 鶴太郎が描く四季平成の東海道五十三次（2004年2月22日）
  - 片岡鶴太郎・蒼天の大地チベットを描く 「標高4000mへの緒戦!」（2004年6月12日）
  - 片岡鶴太郎世界を描く メキシコ・マヤ文明に挑戦!（2004年12月26日）
  - 片岡鶴太郎世界を描く7 〜炎の祭典!情熱のスペイン再発見（2005年4月24日）
  - 片岡鶴太郎世界を描く8 「大草原の国モンゴルを行く!鶴太郎・道場・彦摩呂爆笑珍道中!!」（2006年12月24日）
- 爆笑ギャグ連発!鶴太郎のフランス迷い旅 〜アール・ヌーヴォーの謎を追え!!（2001年7月22日）

TBS系
- 枝里子と鶴太郎のデータブティック（1984年 - 1985年）

テレビ東京系
- ヤンヤン歌うスタジオ（1986年 - 1987年、あのねのねの後任の二代目司会者）
- クイズ赤恥青恥（1995年 - 2003年）
- いい旅・夢気分
- 片岡鶴太郎“エジプト5000年紀行”永遠の美を求めて 秘められた謎と神秘（2002年6月24日）

フジテレビ系
- お笑い大集合（1978年 - 1980年、この番組でものまね芸人としてのテレビでのデビューを果たす）
- オレたちひょうきん族
- 笑ってる場合ですよ!（ツービートの代役）
- オールナイトフジ
- 夕やけニャンニャン（1985年4月 - 9月）
- 森田一義アワー 笑っていいとも!（1985年10月 - 1993年3月･1994年4月 - 1995年9月）
- スターどっきり㊙報告（レポーターとして出演）
- 上海紅鯨団が行く（関西テレビ制作、1986年 - 1987年）
- '89鶴ちゃん邦子の松竹梅スペシャル（1989年1月2日） - 司会
- 鶴太郎のギャグハラスメント
- FNSスーパースペシャル1億人のテレビ夢列島
- 爆笑そっくりものまね紅白歌合戦スペシャル（審査員として出演、堺正章・南こうせつ不在時は審査委員長）
- SMAP×SMAP（関西テレビ・フジテレビ制作、コーナーレギュラー）
- 料理の鉄人

### 情報番組
- 月刊 元気一番"生"テレビ（ミヤギテレビ・日テレ系東北・新潟ブロックネット放送、2001年4月 - 2011年2月（月1番組）・2012年3月31日・2016年3月19日・2017年2月25日・11月25日） - ナビゲーター
- 風人の画布（カンヴァス）（群馬テレビ、2006年 - 2009年）群馬県広報番組 - 片野岡教授 役
- 鶴太郎のぐんま一番（群馬テレビ、2009年4月3日 - 2011年3月）群馬県広報番組 - MC
- 鶴ツル（あいテレビ、2016年4月 - 2022年3月）[45]

### ドキュメンタリー
- JNN共同制作番組「穂高よ永遠なれ 北穂高小屋物語」（信越放送制作、TBS系、2003年4月29日）
- NHK地球エコ2008・MOTTAINAI（NHK総合・NHK-BS2、2008年4月 - 8月）
- 日曜特番「天空そそり立つ幻想の峰山〜中国張家界〜片岡鶴太郎世界遺産の旅」（BS-TBS、2012年7月8日）
- NHK海外ネットワーク（NHK総合）
- NHKスペシャル 病の起源 第4集 読字障害〜文字が生んだ病〜（NHK総合、2008年10月12日） - ナビゲーター
- 世界遺産「黄山」に遊ぶ〜片岡鶴太郎 中国“仙境”への旅〜（NHK BSプレミアム、2015年10月22日） - ナビゲーター
- 遥かなる満州〜ラストエンペラーが見た夢の彼方（BS-TBS、2015年12月13日） - ナビゲーター
- ファミリーヒストリー「片岡鶴太郎〜羽子板と闇市の恋 下町・泣き笑い物語～」 （NHK総合、2015年3月13日）

### 教養番組
- 趣味悠々（NHK教育）
  - 鶴太郎流墨彩画塾（2003年7月 - 9月）
  - 新鶴太郎流墨彩画塾（2004年4月 - 5月）
- 鶴太郎流 描き初めスペシャル（NHK総合、2004年1月2日）
  - 鶴太郎流 描き初めスペシャル2005 （NHK総合、2005年1月2日）
- 伊予路てくてく「砥部町」（NHK、2006年4月21日）
- 片岡鶴太郎のにっぽん蕎麦紀行〜窮（きわ）められしそばの世界を求めて〜（旅チャンネル、2009年）
- 片岡鶴太郎のにっぽん発見（旅チャンネル、2009年）
- ステキな旅先散歩（旅チャンネル、2010年）
- チャレンジ!ホビー「めざせ!あこがれのパティシエ」（NHK教育、2010年12月6日 - 2011年1月31日）
- 本番前@控室（BS11、2011年11月）
- 謎解き!江戸のススメ（BS-TBS、2012年4月2日 - 2015年3月30日） - 司会
- えほん寄席 味噌豆 （画、NHK教育）

### ラジオ
- 片岡鶴太郎 今宵も神の雫（TBSラジオ、2014年9月30日 - 2015年3月）
- 片岡鶴太郎 わいわいワイン（TBSラジオ、2015年3月30日 - 9月21日）
- 突撃!歌謡大行進（文化放送）
- 鶴太郎の市ヶ谷ジョイジョイスタジオ（文化放送）
- 片岡鶴太郎の土曜日は鶴日和（文化放送）
- 片岡鶴太郎の遊More達人クラブ（文化放送）
- 極楽ワイド鶴ちゃんでーす! （ニッポン放送）[2]

### CM
- 大黒食品工業 AKAGI チャーシュー麺（1983年）
- 松田産業 カップうどん（1984年）
- バンダイ ファミリートレーナー（1986年）
- ピップフジモト ピップエレキバン（1980年代後半）
- サンヨー食品「ラーメン三代目」[46]
- 麒麟麦酒 キリンラガービール（1990年）[47]
- 救心製薬 救心（2016年 - ）

### 舞台
- 日本昔ばなし 太宰治作品 お伽草紙より 舞台版『舌切雀』（2024年2月9日 - 18日、ヒューリックホール東京） - おじいさん 役[48]
- 神津恭介シリーズ「わが一高時代の犯罪」（2024年3月8日 - 10日、COOL JAPAN PARK OSAKA TTホール / 3月20日 - 31日、サンシャイン劇場） - 天沼銀治 役[49]
- シンフォニー朗読劇「ベートーヴェン〜魂の交響曲〜」（2025年7月3日 - 6日〈予定〉、東京国際フォーラム ホールC / 7月12日・13日〈予定〉、御園座） - ヨハン・ヴァン・ベートーヴェン 役[50][51]

## 題字・メインビジュアル

### テレビ番組
- ネオドラマ「意地っぱり」（1993年、テレビ朝日）- 題字
- 同窓会（テレビ東京） - 題字
- 報道発 ドキュメンタリ宣言（テレビ朝日） - 各回のテーマタイトルを担当
- NHK千葉放送局開局70周年記念ドラマ「菜の花ラインに乗りかえて」（2013年10月、NHK BSプレミアム） - メインビジュアル（ドラマポスター・パンフレットなど）を担当
- にほん風景遺産（BS朝日） - 題字

## ディスコグラフィ

### シングル

#### ソロ
|                      | 発売日               | タイトル                    | B面                                                             | 規格                 | 規格品番             |                      |
| ラジオシティレコード | ラジオシティレコード | ラジオシティレコード        | ラジオシティレコード                                            | ラジオシティレコード | ラジオシティレコード | ラジオシティレコード |
| -------------------- | -------------------- | --------------------------- | --------------------------------------------------------------- | -------------------- | -------------------- | -------------------- |
| 1st                  | 1982年               | 哀愁DON JUAN                | やるだけやったら!?                                              | EP                   | RD-4042              |                      |
| 2nd                  | 1982年               | しらすおろしをくれ!         | まるでコメディアン                                              | EP                   | RD-4059              |                      |
| キャニオン・レコード |                      |                             |                                                                 |                      |                      |                      |
| 3rd                  | 1984年12月5日        | ゴーストブスターズ          | ゴーストバスターズ (変な顔編)                                   | EP                   | 7A-0436              |                      |
| 4th                  | 1985年11月21日       | LOOKING FOR A FIGHT         | KISS ME MADONNA                                                 | EP                   | 7A-0540              |                      |
| 5th                  | 1986年9月21日        | IEKI吐くまで                | 床上手 (歌:片岡鶴太郎&乳ナヲミ)                                 | EP                   | 7A-0637              |                      |
| 6th                  | 1987年8月21日        | 酔うほどに…                 | 踊っておいで                                                    | EP                   | 7A-0762              |                      |
| ポニーキャニオン     |                      |                             |                                                                 |                      |                      |                      |
| 7th                  | 1989年5月3日         | はなのにっぽん さのよいよい | いっとうしょう たいそう (うた:木の内もえみ・ガチャピン・ムック) | EP                   | 6G-1001              |                      |
| 7th                  | 1989年5月3日         | はなのにっぽん さのよいよい | いっとうしょう たいそう (うた:木の内もえみ・ガチャピン・ムック) | 8cmCD                | S9G-1001             |                      |
| 8th                  | 1989年7月21日        | 思いの丈で…                 | その瞬間に…少女よ                                               | 8cmCD                | S9A-11032            |                      |
| 9th                  | 1989年12月15日       | DREAMER                     | 赤坂一ッ木どん底周辺                                            | 8cmCD                | PCDA-00037           |                      |
| 日本コロムビア       |                      |                             |                                                                 |                      |                      |                      |
| 10th                 | 1994年11月21日       | あんたが一番好きやねん      | 帰郷                                                            | 8cmCD                | CODA-519             |                      |
| ユニバーサルJ        |                      |                             |                                                                 |                      |                      |                      |
| 11th                 | 2002年11月20日       | 夢の背中                    | 屋台                                                            | Maxi                 | UPCH-5149            |                      |

#### コラボレーション
| 名義                                            | 発売日        | タイトル                 | B面                                             | 規格     | 規格品番   |          |
| テイチク                                        | テイチク      | テイチク                 | テイチク                                        | テイチク | テイチク   | テイチク |
| ----------------------------------------------- | ------------- | ------------------------ | ----------------------------------------------- | -------- | ---------- | -------- |
| ものまねヨイショ軍団                            | 1980年        | がんばれ!!ライパチくん!! | 凸凹ブルース                                    | EP       | RS-210     |          |
| 日本コロムビア                                  |               |                          |                                                 |          |            |          |
| THE SCHOOL!                                     | 1985年8月1日  | 人生はコメディ           | バナナが好きだった 〜バナナ・ジェネレーション〜 | EP       | AH-641     |          |
| 徳間ジャパンコミュニケーションズ / JAPAN RECORD |               |                          |                                                 |          |            |          |
| 片岡鶴太郎×ひめキュンフルーツ缶                 | 2015年6月10日 | たこちう。               | たこキュン。                                    | Maxi     | TKCA-74233 |          |

### アルバム

#### オリジナル・アルバム
|                      | 発売日               | タイトル                | 規格                 | 規格品番             |
| ラジオシティレコード | ラジオシティレコード | ラジオシティレコード    | ラジオシティレコード | ラジオシティレコード |
| -------------------- | -------------------- | ----------------------- | -------------------- | -------------------- |
| 1st                  | 1982年               | キスヲ、モット、キスヲ… | LP                   | RL-3022              |
| 1st                  | 1982年               | キスヲ、モット、キスヲ… | CT                   | RLC-3022             |

#### ベスト・アルバム
|                  | 発売日           | タイトル                          | 規格             | 規格品番         |
| ポニーキャニオン | ポニーキャニオン | ポニーキャニオン                  | ポニーキャニオン | ポニーキャニオン |
| ---------------- | ---------------- | --------------------------------- | ---------------- | ---------------- |
| 1st              | 1987年11月21日   | 豪華愛蔵盤 片岡鶴太郎ヒット大全集 | LP               | C28A-0610        |
| 1st              | 1987年11月21日   | 豪華愛蔵盤 片岡鶴太郎ヒット大全集 | CD               | D32A-0329        |

### タイアップ
| 楽曲                                            | タイアップ                                                       | 収録作品                                     |
| ----------------------------------------------- | ---------------------------------------------------------------- | -------------------------------------------- |
| ゴーストブスターズ                              | コロンビア映画配給『ゴーストバスターズ』主題歌日本語ヴァージョン | シングル「ゴーストブスターズ」               |
| ゴーストバスターズ (変な顔編)                   | コロンビア映画配給『ゴーストバスターズ』主題歌NGヴァージョン     | シングル「ゴーストブスターズ」               |
| 人生はコメディ                                  | TBS系全国ネット『もしも、学校が…!?』主題歌                       | コラボレーション・シングル「人生はコメディ」 |
| バナナが好きだった 〜バナナ・ジェネレーション〜 | TBS系全国ネット『もしも、学校が…!?』挿入歌                       | コラボレーション・シングル「人生はコメディ」 |
| はなのにっぽん さのよいよい                     | フジテレビ幼児教育番組『ひらけ!ポンキッキ』より                  | シングル「はなのにっぽん さのよいよい」      |
| 思いの丈で…                                     | 花王名人劇場『志功の青春紀より・夢を彫る男』主題歌               | シングル「思いの丈で…」                      |
| DREAMER                                         | 東宝映画『Mr.レディー〜夜明けのシンデレラ』主題歌                | シングル「DREAMER」                          |
| あんたが一番好きやねん                          | ハウス食品『好きやねん』CFイメージソング                         | シングル「あんたが一番好きやねん」           |
| 夢の背中                                        | NHK『趣味悠々 秋元康の陶芸入門』テーマソング                     | シングル「夢の背中」                         |
| たこちう。                                      | NHK『みんなのうた』2015年6月〜7月放送曲                          | コラボレーションシングル「たこちう。」       |

## 著書・画集
- 『変な顔』太田出版　1984
- 『きびだんご 機微男子』太田出版　1987
- 『鶴ちゃんのプッツン者!』太田出版　1988
- 『神経質な奴ら プッツン者2』太田出版　1989
- 『真夜中のスパーリング』太田出版　1993
- 『とんぼのように 片岡鶴太郎画集』近代映画社　1995
- 『心彩彩　片岡鶴太郎画集2』浅井博司監修　近代映画社　1996
- 『鶴のおんがえし 生かされて生きぬく』富山房　1996
- 『三番花　片岡鶴太郎画集3』浅井博司監修　近代映画社　1997
- 『生涯素人 鶴が箱根に飛んできた 片岡鶴太郎画集』近代映画社　1997
- 『鶴太郎絵日記』毎日新聞社　1997
- 『いれものがない両手で受ける』尾崎放哉句 書画　サンマーク出版 1998
- 『鶴のひとこゑ』絵と書　婦人画報社　1998
- 『枕を高くして 片岡鶴太郎のベッドサイドストーリー 明日を元気に生きるための8章』近代映画社　1998
- 『門外漢　片岡鶴太郎画集4』近代映画社　1998
- 『あしたは鶴日和』小学館　1999
- 『当意即妙』マイストロ　1999
- 『そして風の旅はつづく 片岡鶴太郎アジアの旅と作品集。』テレビ朝日事業局出版部　2000
- 『龍聲　片岡鶴太郎画集5』近代映画社　2000
- 『赤蜻蛉　片岡鶴太郎画集6』近代映画社　2001
- 『夢画夢中』佼成出版社　2001
- 『花音色　片岡鶴太郎画集7』近代映画社　2002
- 『フルーツパフェ 片岡鶴太郎絵本』講談社　2002
- 『自伝・描きかけの自画像』講談社　2003
- 『蝉時雨　片岡鶴太郎画集8』近代映画社　2003
- 『流れ椿　片岡鶴太郎画集9』近代映画社　2004
- 『片岡鶴太郎ガラス作品集』近代映画社　2005
- 『筆のゆくまま、心のままに 片岡鶴太郎半生記』生活情報センター　2005
- 『夜桜　片岡鶴太郎画集10』近代映画社　2005
- 『癒しの禅語』佼成出版社　2006
- 『ご縁をいただいて』DHC　2006
- 『鶴太郎流墨彩画入門』角川oneテーマ21 2006
- 『游鯉龍門　片岡鶴太郎画集11』近代映画社　2006
- 『綿の湯　片岡鶴太郎画集12』近代映画社　2007
- 『No rain,no rainbows　片岡鶴太郎画集13』近代映画社,2008
- 『大人の墨遊び』グラフ社　2008
- 『小猫 片岡鶴太郎画集』ゴマブックス　2008
- 『しみ入る心の山頭火』主婦と生活社　2008
- 『墨戯彩花 片岡鶴太郎画集 14』近代映画社　2009
- 『良寛椿』佼成出版社　2009
- 『艶葉樹 片岡鶴太郎画集 15』近代映画社　2010
- 『墨牡丹 片岡鶴太郎画集 16』近代映画社　2011
- 『鶴太郎流心で描く絵だより入門』主婦の友社　趣味入門　2011
- 『精霊椿　片岡鶴太郎画集』近代映画社　2012
- 『今日も日暮里』徳間書店　2013
- 『夕暮此糸(むらさき)片岡鶴太郎画集』近代映画社　2013
- 『還暦紅 画業20周年　片岡鶴太郎画集』近代映画社　2014
- 『50代から本気で遊べば人生は愉しくなる』SB新書 2017
- 『老いては「好き」にしたがえ！』幻冬舎 2023

### 共著
- 『絵心あれば墨心 対談画文集』金田石城共著　成星出版　1998
- 『般若心経を書く 筆に魂をこめて』板橋興宗対話　毎日新聞社　2007

## 受賞歴
- 1988年 - 第43回毎日映画コンクール スポニチグランプリ新人賞 『異人たちとの夏』
- 1988年 - 第62回キネマ旬報ベスト・テン 助演男優賞 『異人たちとの夏』
- 1988年 - 第31回ブルーリボン賞 助演男優賞 『異人たちとの夏』
- 1988年 - 第13回報知映画賞 助演男優賞 『異人たちとの夏』
- 1988年 - 第10回ヨコハマ映画祭  助演男優賞 『異人たちとの夏』
- 1989年 - 第12回日本アカデミー賞 最優秀助演男優賞 『異人たちとの夏』『妖女の時代』[55]